# Иванов, Александр Алексеевич (актёр)
Алекса́ндр Алексе́евич Ивано́в (род. 24 июля 1946, Красноуральск, Свердловская область) — советский и российский театральный актёр и режиссёр, народный артист Российской Федерации (2008)

## Биография
Александр Иванов родился 26 июля 1946 года в городе Красноуральске Свердловской области. В 1948 году вместе с родителями переехал в город Краснотурьинск. В молодости сменил множество профессий: от слесаря до корреспондента газеты, пробовал учиться в различных вузах, прошёл творческий конкурс в Литературный институт имени А. М. Горького. В 1974 году с женой и дочерью переехал в Каменск-Уральский и в октябре того же года устроился на работу в городской театр драмы столяром-краснодеревщиком.
В 1976 году, в тридцатилетнем возрасте Иванов переведён в труппу театра актёром. В 1987 году закончил Свердловский театральный институт (сейчас Екатеринбургский государственный театральный институт) по специальности «актёр театра и кино» (педагог В. И. Анисимов)
.
За карьеру сыграл более 200 театральных ролей.
В качестве режиссёра поставил на сцене театра ряд спектаклей для детей.
26 марта 2008 года получил звание «Народный артист Российской Федерации» (впервые в истории театра и города).
Александр Иванов — один из участников учредительного съезда Союза театральных деятелей СССР в 1986 году. Является уполномоченным Свердловского отделения СТД РФ в театре, членом городского художественного совета Каменска-Уральского. Осенью 2006 года актёр выпустил книгу «Вторая половина», в которую были включены прозаические произведения разных лет, дневниковые записи, размышления о театре.

## Работы в театре

### Драма номер три
- «Банкрот» А. Островского — Рисположенский
- «Безымянная звезда» М. Себастьяна — Григ
- «Бешеные деньги» А. Островского — Глумов
- «Василиса Мелентьева» А. Островского — Андрей Колычев, князь Воротынский
- «Гнездо глухаря» В. Розова — Егор
- «Господин де Пурсоньяк» Ж.-Б. Мольера — Оронт
- «Горе от ума» А. Грибоедова — Репетилов
- «Горький мёд… Сладкий мёд…» — Старик
- «Дама-оборотень» П. Кальдерона — Дон Мануэль
- «Двадцать лет спустя» М. Светлова — Сашка
- «Доходное место» А. Островского — Вишневский
- «Дракон» Е. Шварца — Дракон
- «Дядя Ваня» А. Чехова — Астров
- «Екатерина II» Э. Вериго — Фёдор Баскаков
- «Зелёная зона» М. Зуева — Максим Корнеев
- «Золотой слон» А. Копкова — Курицын
- «Конец Казановы» М. Цветаевой — Казанова
- «Король Лир» У. Шекспира — Лир, король Британии
- «Лето и дым» Т. Уильямса — Мистер Уайнмиллер
- «Лиса и виноград» Г. Фигейредо — Эзоп
- «Лодочник» А. Яблонской — Иосиф Лауреат
- «Макбет» У. Шекспира — Макбет
- «Перед заходом солнца» Г. Гауптмана — Матиас Клаузен
- «Поминальная молитва» Г. Горина — Лейзер Вольф, мясник
- «После…» по пьесе «После репетиции» И. Бергмана — Хенрик Фоглер
- «Последняя жертва» А. Островского — Дульчин
- «Провинциальные анекдоты» А. Вампилова — Камаев
- «Пусть она будет счастлива» по пьесе «Пока она умирала» Н. Птушкиной — Игорь
- «Ревизор» Н. Гоголя — Городничий
- «Ричард III» У. Шекспира — Герцог Бекингем
- «Рождественский подарок» — Дедушка
- «С любимыми не расставайтесь» А. Володина — Митя
- «Старосветская любовь» Н. Коляды по повести «Старосветские помещики» Н. Гоголя — Афонасий Иванович
- «Сцены из супружеской жизни» И. Бергмана — Юхан
- «Тиль» Г. Горина по мотивам Ш. Де Костера — Филипп
- «Традиционный сбор» В. Розова — Сергей Усов
- «Трагедия об Отелло» по пьесе «Отелло» У. Шекспира — Кассио
- «Филумена Мартурано» Э. Де Филиппо — Доменико Сориано
- «Хитроумная влюблённая» Л. де Вега — Люсиндо

## Награды и премии
- Заслуженный артист РСФСР (1986)[5]
- Народный артист Российской Федерации (2008)[6].
- Знак «За отличную работу» Министерства культуры СССР (1985)
- Лауреат Свердловского областного фестиваля-конкурса «Браво!»-1995 — «За творческое лидерство в труппе» (1996).
- Лауреат Свердловского областного фестиваля-конкурса «Браво!»-2006 в номинации «Лучший актёрский дуэт» (совместно с Л. Комаленковой за спектакль «Старосветская любовь») (2007).
- Почётный гражданин Каменска-Уральского (2008).
- Премия Губернатора Свердловской области «За выдающиеся достижения в области литературы и искусства за 2012 год» — за создание спектакля «Тиль» (2013)[7].